# G22 (APEC)

Países integrantes del G22

El Grupo de los 22 fue anunciado por los líderes de la APEC (Asia-Pacific Economic Cooperation) en la ciudad de Vancouver, en noviembre de 1997. La intención era de establecer una programación de reuniones de Ministros de Finanzas y Presidentes de Bancos Centrales, a efectos de discutir cuestiones pertinentes al sistema financiero global.
El grupo inicialmente se integró con los países del G8 más otros 14 países.
La primera reunión de este grupo fue en 1998 en Washington D. C., para discutir la estabilidad del Sistema Monetario Internacional y de los mercados de capitales.
El G22 fue sucedido por el Grupo de los treinta y tres (G33), y posteriormente por el Grupo de los veinte (G20).
Puesto que la existencia de este grupo resultó muy limitada en el tiempo, el principal interés que tienen las informaciones anteriormente vertidas, es llegar a comprender cómo se gestó esta agrupación de países, que con el tiempo cambió de nombre para transformarse finalmente nada menos que en el G20, un foro que reúne a las mayores economías avanzadas y emergentes del planeta, con la finalidad de discutir sobre los grandes problemas mundiales, y orientándose muy especialmente a promover la estabilización del sistema financiero global.